# Unione Sportiva Sanremese 1951-1952
Questa voce raccoglie le informazioni riguardanti l'Unione Sportiva Sanremese nelle competizioni ufficiali della stagione 1951-1952.

## Rosa
| N. |                   | Ruolo | Calciatore      |
| -- | ----------------- | ----- | --------------- |
|    | Italia (bandiera) | A     | E. Balconi      |
|    | Italia (bandiera) | P     | G. Borro        |
|    | Italia (bandiera) | A     | E. Bottoni      |
|    | Italia (bandiera) | P     | Piero Brusca    |
|    | Italia (bandiera) | A     | Tito Celani     |
|    | Italia (bandiera) | C     | Mario Codevilla |
|    | Italia (bandiera) | A     | Giuseppe Madini |
|    | Italia (bandiera) | D     | Attilio Monza   |

| N. |                      | Ruolo | Calciatore           |
| -- | -------------------- | ----- | -------------------- |
|    | Italia (bandiera)    | A     | Armando Mozzetta     |
|    | Italia (bandiera)    | C     | Mario Pattarozzi     |
|    | Argentina (bandiera) | A     | Orlando Rao          |
|    | Italia (bandiera)    | D     | Silvio Rispoli       |
|    | Italia (bandiera)    | C     | Aldo Riva            |
|    | Italia (bandiera)    | C     | Pietro Trevisan      |
|    | Italia (bandiera)    | P     | Alessandro Von Mayer |